# Iris Versari
Iris Versari   (Portico e San Benedetto, 12 de desembre de 1922 - Tredozio, 18 d'agost de 1944) va ser una partisana italiana que, ferida en combat, va preferir morir (suïcidi altruista) abans de caure en mans dels nazis. Va ser condecorada amb la Medalla d'or al Valor militar.

## Biografia
Nascuda en el si d'una família camperola, era filla d'Angelo Versari, resident a Tredozio. Com era costum en aquella època, de molt joveneta va ser enviada a Forlí, a servir a casa d'una família rica, on va haver de demostrar el seu coratge defensant-se de l'assetjament d'alguns dels seus membres, per la qual cosa, va tornar amb els pares i els va ajudar en les feines del camp. A la tardor de 1943, després de l'Armistici entre Itàlia i les forces aliades, els feixistes i les forces de la Wehrmacht van prendre el comandament del país, iniciant una violenta repressió dels opositors. Es va organitzar la resistència armada i la família Versari va acollir un grup partisà a casa seva. El 27 gener 1944 la casa va ser incendiada pels nazi-feixistes. Iris va aconseguir fugir, però el seu pare, la seva mare i dos dels seus tres germans van ser arrestats. El pare, jutjat i condemnat a quatre anys de presó, va ser deportat i va morir en un camp de concentració alemany.
El gener de 1944, Iris es va unir a la banda partisana comandada per Sirio Corbari, conegut com a Silvio Corbari, amb el qual es va vincular sentimentalment, compartint la seva vida clandestina i les seves accions temeràries. Delatats per un espia, a l'albada del 18 agost de 1944, van ser encerclats a Ca' Cornio (un llogaret de Tredozio ), on on ella i Silvio Corbari s'havien refugiat, juntament amb Arturo Spazzoli i Adriano Casadei.
Iris, que no es podia moure per causa di una precedente ferita a la cama, va reaccionar i va disparar matant el primer militar nazi que va entrar, però essent conscient que no podria resistir, ni fugir, i, no volent ésser un impediment pels seus companys, va preferir suïcidar-se abans de caure en mans dels alemanys i ser sotmesa a tortures . Malgrat tot, Corbari, Spazzoli i Casadei van ser capturats i juntament amb el cos d'Iris van ser penjats sota els pòrtics di Castrocaro Terme i després als fanals de la plaça Aurelio Saffi a Forlì. Iris Versari tenia vint-i-un anys i està enterrada al cimitero monumentale di Forlì.

### Premis
Condecorada amb la medalla d'or al valor militar el 16 d'abril de 1976. Dues escoles secundàries porten el seu nom: l'institut professional de Cesena i l'institut d'educació superior de Cesano Maderno. Uns carrers de Forlì, Cesena (1949) i Roma (1993) també van rebre el seu nom. El 2007, a la XV Legislatura, es va presentar un projecte de llei per a la commemoració de les dones de la Resistència, que preveia la construcció de dos monuments commemoratius amb l'efígie d'Iris Versari, un a Forlì i un altre a Portico i San Benedetto 

###### Filmografia
- Valentino Orsini, Corbari, amb Giuliano Gemma, Tina Aumont, 1971
- Eddi Bisulli, Una dona anomenada Iris, pel·lícula documental, 2006
- Antonio Spino, Partisans. La història del Batalló Corbari, pel·lícula documental, 1996